# Spisak ljudskih klastera diferencijacije
U ovoj listi su navedeni ljudski klasteri diferencijacije, ili CD molekuli.
| ID     | Funkcija proteina |
| ------ | --- |
| CD1    | -slični molekul koji predstavlja lipidne molekule |
| CD2    | Tip I transmembranski protein nađen u timocitima, T ćelijama, i nekim NK ćelijama, koji deluje kao ligand za CD58 i CD59, i učestvuje u prenosu signala i ćelijskoj adheziji                                                                                  |
| CD3    | Signalna komponenta kompleksa T-ćelijskog receptora (TCR) |
| CD4    | Koreceptor za MHC klasu II; takođe receptor koji koristi HIV za ulaz u T ćelije |
| CD5    | Tip I transmembranski protein nađen na T ćelijama, timocitima, i nekim B ćelima |
| CD6    | Adhezioni molekul koji povezuje razvijajuće ćelije grudne žlezde; kostimulator maturisanih T ćelija |
| CD7    | Tip I transmembranski protein nađen u timocitima, nekim T ćelijama, monocitima, NK ćelijama, i hematopoetičnim matičnim ćelijama. |
| CD8    | Koreceptor za MHC klas I; takođe prisutan u podskupu mijeloidnih dendritskih ćelija. |
| CD9    | Član tetraspaninske superfamilije koji je izražen u nizu različitih ćelija, neke od koji su: pre B ćelije, eozinofili, bazofili i trombociti. |
| CD10   | Tip II transmembranski protein nađen na pre-B ćelija, začetnim-centerima B ćelija, nekim neutrofilima, bubrežnim ćelijama, prekursorima T-ćelija, i epitelnim ćelijama.                                                                                       |
| CD11a  | Integrin alfa L (ITGAL), alfa podjedinica LFA-1, membranskog glikoproteina koji omogućava međućelijsku adheziju putem interakcije sa |
| CD11b  | Integrin alfa M (ITGAM), alfa podjedinica , receptor komplementa ("CR3") koji se sastoji od i . |
| CD11c  | Integrin alfa X (ITGAX), alfa podjedinica (iC3b) receptora 4 (). |
| CD12w  | Fosfoprotein nepoznate funkcije prisutan u monocitima, granulocitima, i NK ćelijama. |
| CD13   | Cink metaloproteinaza, takođe poznata kao aminopeptidaza N |
| CD14   | Membranski protein nađen na makrofagama, koji se vezuje za bakterijski lipopolisaharid. |
| CD15   | Ugljeno hidratni adhezioni molekul koji posreduje fagocitozu i hemotaksu |
| CD16   | FcγRIII, Fc receptor niskog afiniteta za IgG. Prisutan u NK ćelijama, makrofagama, i neutrofilima. |
| CDw17  | Moguća uloga u fagocitozi. Bakterijsko vezivanje. |
| CD18   | Adhezija i signalizacija u hematopoetičkom sistemu. |
| CD19   | Antigen B4 B-limfocitne površine, komponenta koreceptora B-ćelija |
| CD20   | Tip III transmembranski protein prisutan na B ćelijama. On formira kalcijumski kanal u ćelijskoj membrani čime se omogućava unos kalcijuma neophodnog za ćelijsku aktivaciju.                                                                                 |
| CD21   | CR2, tip I transmembranski protein prisutan u citoplazmi pre-B ćelija i na površini maturisanih B ćelija, folikularnih dendritskih ćelija, itd. |
| CD22   | Transmembranski protein koji specifično vezuje sijalinsku kiselinu sa imunoglobulinskog (Ig) domena, lociranu na njegovom N-terminusu. |
| CD23   | Tip II transmembranski protein prisutan u maturisanim B ćelijama, monocitima, aktiviranim makrofagama, eozinofilima, trombocitima, i dendritskim ćelijama. |
| CD24   | Glikoprotein izražen na površini većine B limfocita i diferencirajućih neuroblasta. |
| CD25   | Tip I transmembranski protein prisutan na aktiviranim T ćelijama, aktiviranim B ćelijama, nekim timocitima, mijeeloidnim prekursorima, i oligodendrocitima. On se asocira sa CD122 da formira heterodimer koji deluje kao receptor visokog afiniteta za IL-2. |
| CD26   | Za membranu vezana proteaza; kostimulišući molekul T-ćelija; adhezioni molekul |
| CD27   | TNF-receptor. Prisutan je na površini memorijskih B ćelija. |
| CD28   | Prisutan na svim T-ćelijama |
| CD29   | AKA integrin beta-1; ćelijski adhezioni molekul. |
| CD30   | Tip I transmembranski protein prisutan na aktiviranim T i B ćelijama. |
| CD31   | PECAM-1, ćelijski adhezioni molekul na trombocitima i endotelnim ćelijama |
| CD32   | , receptor za (konstantni) region imunoglobulina |
| CD33   | Marker nepoznate funkcije prisutan u nezrelim mijeloidnim ćelijama. |
| CD34   | Marker matičnih ćelija |
| CD35   | Receptor komplementa 1 (C3b/C4b receptor) |
| CD36   | Trombocitni glikoprotein IV ili IIIb (GP IV / GP IIIb) |
| CD37   | Leukocitni ograničeni tetraspanin izražen prvenstveno u B ćelijama. |
| CD38   | Učestvuje u dejstvu ekto-ADP-ribozil ciklaze i ćelijskoj aktivaciji mnogih hematopoetskih ćelija, plasmi, i B & T aktiviranih ćelija |
| CD39   | Poznat kao ektonukleozid trifosfat difosfohidrolaza 1 (ENTPD1). |
| CD40   | Kostimulatorni protein nađen na antigen presentirajućim ćelijama. |
| CD41   | Integrinska podjedinica αIIb; Gen ITGA2B. |
| CD42   | Tromobcitni glikoproteinski Ib/V/IX kompleks (GPIb/V/IX). |
| CD43   | CD43 je sijalomucin. |
| CD44   | Familija matriks adhezionih molekula formiranih putem alternativnog iRNK splajsovanja. |
| CD45   | Leukocitni antigen, tip I transmembranski protein prisutan na svim hemopoetskim ćelijama izuzev eritrocita. |
| CD46   | Inhibitorni komplement receptor koji je široko izražen u ljudskim ćelijama. |
| CD47   | Membranski protein koji učestvuje u povećanju intracelularne koncentracije kalcijuma. |
| CD48   | Univerzalni ćelijski membranski molekul koji je prisutan na svim leukocitima. |
| CD49a  | Integrin alfa 1 subunit. |
| CD49b  | Veoma kasni antigen (VLA) alfa 2 lanac; nađen na trombocitima i aktiviran B i T ćelijama. |
| CD49c  | Veoma kasni antigen (VLA) alfa 3 lanac; nađen na nehematopoetskim ćelijama koštane srži. |
| CD49d  | Integrin alfa 4 podjedinica. |
| CD49e  | Integrin alfa 5 podjedinica. |
| CD49f  | Integrin alfa 6 podjedinica. |
| CD53   | Leukocitno ograničeni tetraspanin izražen u B ćelijama, T ćelijama, dendritskim ćelijama, monocitima, NK ćelijama i granulocitima. |
| CD54   | Intercelularni adhezioni molekul -1 (ICAM-1): posreduje adheziju između leukocita i endotelnih ćelija tokom imunskog i inflamatornih responsa |
| CD55   | Complement Decay-Accelerating Factor (DAF): regulatory factor in one of the three pathways of the immune system complement cascade |
| CD56   | 140 kD izoforma NCAM molekula, marker za NK ćelije i neke T-limFocite |
| CD57   | Izražen u delu NK ćelija, B ćelija, i monocita. |
| CD58   | Membranski protein prisutan na mnogim hemopoitskim ćelijama i fibroblastima. |
| CD59   | Ihibicioni faktor kompleksa membranskog napada (MACIF) |
| CD61   | Integrinska podjedinica β3; Gen ITGB3. |
| CD62E  | E-selektin je ćelijski adhezioni molekul izražen u endotelnim ćelijama aktiviranih citokina. |
| CD62L  | L-selektin je ćelijski adhezioni molekul prisutan u leukocitima. |
| CD62P  | P-selektin je ćelijski adhezioni molekul prisutan u granulama endotelnih ćelija i aktiviranim trombocitima. |
| CD63   | Član tetraspaninske familije izražene u aktiviranim trombocitima, monocitima i makrofagama. |
| CD68   | 110 visoko glikozilisani transmembranski protein koji je uglavnom lociran u lizozomima. |
| CD69   | Marker rane aktivacije T ćelija i NK ćelija. |
| CD71   | Transferinski receptor; posreduje ćelijski unos gvožđa |
| CD72   | Posrednik interakcije između B i T ćelija. |
| CD73   | Takođe poznat kao 5'-ribonukleotidna fosfohidrolaza. |
| CD74   | Transmembranski protein pomaže u održavanju strukture kompleksa u ER. |
| CD80   | Kad je vezan za CD28 na T-ćelijama, može da proizvede kostimulatorni efekat. |
| CD81   | Tetraspanin izražen u širokom nizu tkiva. |
| CD82   | Šlan tetraspaninske familije transmembranskih proteina. |
| CD83   | Transmembranski glikoprotein iz Ig superfamilije. |
| CD86   | Kad je vezan za CD28 na T-ćelijama, može da proizvede kostimulatorni efekat. |
| CD87   | Urokinazni tip plasminogenog aktivatora receptor. |
| CD88   | receptor |
| CD89   | - receptor za |
| CD90   | antigen ćelija grudne žlezde. |
| CD91   | Protein 1 srodan sa receptorom lipoproteina niske gustine. |
| CD95   | Fas Receptor. |
| CD96   | Receptor specifičan za T ćelije |
| CD100  | Semaforin 4D, potentan proangiogenezni molekul. |
| CD103  | Tip I transmembranski protein prisutnog u intestinalnom intraepitelnim limfocitima. |
| CD105  | Endoglin, regulatorna komponenta ćelijskog kompleksa TGF-beta receptora. |
| CD106  | VCAM-1; Alfa 4 beta 1 ligand. |
| CD109  | r150, Gov aloantigen, pomoćni receptor TGF-beta signalnog puta. |
| CD117  | C-kit, receptor za faktor matičnih ćelija. |
| CD120  | Receptor za faktor nekroze tumora-alfa, inflamatorni citokin. |
| CD127  | IL-7 receptor alfa lanac. |
| CD133  | Marker hematopoetskih i CNS matičnih ćelija. |
| CD134  | OX40; Sekundarni kostimulišući molekul T ćelija. |
| CD135  | Fms sličan tirozinski kinazni receptor-3 (Flt3). |
| CD138  | Sindekan je glikoprotein koji deluje kao alfa receptor za kolagen, fibronektin i trombospondin. |
| CD141  | Trombomodulin ili BDCA-3, je integralni membranski protein. |
| CD142  | Tkivni faktor koji je glavni inicijator koagulacije krvi. |
| CD143  | Angiotenzin konvertujući enzim |
| CD144  | VE-kadherin je kalcijum-zavisni adhezioni molekul. |
| CD147  | Neurotelin in incijator jedne ekstracelularne matriks metaloproteinaze. |
| CD151  | Tetraspanin sa širokom distribucijom u tkivu. |
| CD152  | Citotoksični T-limfocitni antigen-4 (CTLA-4). |
| CD154  | Ligand za CD40. |
| CD156  | Član za disintegrinske i metaloproteazne familije . |
| CD158  | Receptor sličan imunoglobulinu ubici. |
| CD163  | antigen. |
| CD166  | Adhezinski molekul aktiviranih leukocitnih ćelija (). |
| CD168  | Receptor za hialuronan-posredovanu motilnost (). |
| CD184  | je receptor ze CXC hemokin SDF1. |
| CDw186 | je G protein spregnuti receptor za hemokin |
| CD195  | beta hemokinski receptors za koji se prirodni hemokinski ligandi i makrofagni inflamatorni protein vezuju. |
| CD197  | CCR7, beta hemokinski receptor za koji se vezuju hemokini koji učestvuju u migraciji T limfocita. |
| CD209  | DC-SIGN, C-tip lektinski receptor prisutan na dendritskim ćelijam |
| CD202a | Tie2 je receptor za angiopietine. |
| CD220  | Insulinski receptor. |
| CD221  | receptor |
| CD235a | Glikoforin je protein na ćelija krvi. |
| CD271  | Receptor p75 nervnog faktora rasta () |
| CD303  | BDCA-2, tip II C-tip lektin. |
| CD304  | Neuropilin-1 (NP-1) ili BDCA-4 koji ima široko opseg funkcija. |
| CD326  | Adhezioni molekul epitelnih ćelija. |